# Петрівка (Волноваський район)
Петрі́вка (до 17 лютого 2016 року — Петрівське) — село Хлібодарівської сільської громади Волноваського району Донецької області України.

## Загальні відомості
Петрівка підпорядкована Стрітенській сільській раді. Відстань до райцентру становить близько 18 км і проходить переважно автошляхом Н20.

## Населення

### Мова
Розподіл населення за рідною мовою за даними перепису 2001 року:
| Мова       | Кількість | Відсоток |
| ---------- | --------- | -------- |
| російська  | 16        | 84.21%   |
| українська | 3         | 15.79%   |
| Усього     | 19        | 100%     |

За даними перепису 2001 року населення села становило 19 осіб, із них 15,79 % зазначили рідною мову українську та 84,21 % — російську.